# GE U13B
A GE U13B é uma locomotiva diesel-elétrica produzida pela GE entre 1959 e 1967, sendo utilizada no Brasil, Cuba, Argentina, Chile, Colômbia, Paquistão e Gabão.
Foi projetada para linhas com restrições de gabarito e peso, típica de países em desenvolvimento. São capazes de operar em qualquer bitola, de 0,914 a 1,676m.

## Tabela
| Modelo      | Potência (HP) | Bitola (m)    | Fabricante       | Origem | Ano de Fabricação |
| ----------- | ------------- | ------------- | ---------------- | ------ | ----------------- |
| U13B / U13C | 1300          | 0,914 e 1,676 | General Electric | EUA    | 1959 a 1967       |

## Modelos
Foram produzidos nos seguintes modelos U13B e U13C.

## Proprietários Originais

### U13C
- A RFFSA comprou em 1963 um total de 72 locomotivas, distribuindas entre a Estrada de Ferro Leopoldina (54) e a Rede de Viação Paraná-Santa Catarina  (18). Na década de 70 todas foram transferidas para a Leopoldina, e hoje operam nos estados da Bahia e Sergipe.

- A Central também opera U13B para transporte de passageiros na Região Metropolitana do Rio de Janeiro.